# Iugoslávia e a Organização da Unidade Africana
Durante o período da Guerra Fria, o antigo país do sudeste europeu da República Socialista Federativa da Iugoslávia (RSFI) estabeleceu e manteve importantes intercâmbios e relações políticas, culturais e econômicas com estados africanos recém-independentes. Embora a maioria dos intercâmbios multilaterais tenha sido organizada pelo Movimento Não Alinhado e pelas Nações Unidas, uma cooperação significativa também se desenvolveu com a Organização da Unidade Africana (OUA), antecessora da contemporânea União Africana. A Iugoslávia foi o único país não africano que participou no financiamento do Comitê de Libertação da Organização da Unidade Africana.   Embora estivesse singularmente envolvido no funcionamento do organismo, o país preferia, no entanto, relações bilaterais com movimentos de libertação individuais.  A Organização da Unidade Africana incluiu o princípio do Não Alinhamento na sua carta, enquanto a Iugoslávia considerava a organização como a única representante legítima de todo o continente africano durante a era da Guerra Fria.  A Iugoslávia seguiu, portanto, a linha comum da OUA nas suas próprias políticas em relação às questões em África. 

## Contexto
A Iugoslávia, ao contrário de muitos países do Bloco Ocidental na Europa, não teve nenhum passado colonial direto, o que complicou as relações entre antigas metrópoles e estados recém-independentes. O país acreditava que suas próprias experiências históricas de dominação estrangeira pelos impérios Austro-Húngaro e Otomano, desafios no desenvolvimento e complexa estrutura federalista multiétnica são semelhantes às experiências de países pós-coloniais recém-independentes na África. Ao mesmo tempo, a partir da Ruptura Tito–Stalin em 1948, o país não estava mais sob a esfera de influência da União Soviética e, em vez disso, estava focado em países fora do Bloco. À medida que o espaço de manobra para países neutros na Europa profundamente dividida diminuía, a Iugoslávia voltou seu foco de política externa para novos aliados entre antigas colônias e territórios de mandato, principalmente na África e no Oriente Médio.
A empresa de construção iugoslava Energoprojekt construiu e projetou o Centro Internacional de Conferências de Kampala em 1975 para acomodar a 13.ª Cúpula da Organização da Unidade Africana.  O arquitecto iugoslavo Mario Jobst foi convidado a trabalhar também no centro de conferências para a 14.ª Cimeira da OUA em Libreville.  Algumas trocas permaneceram no nível de planejamento com o arquiteto iugoslavo Branko Petrović criando o plano geral para o edifício da sede da Organização da Unidade Africana em Adis Abeba no início da década de 1960, que nunca foi implementado na prática. 

## Galeria

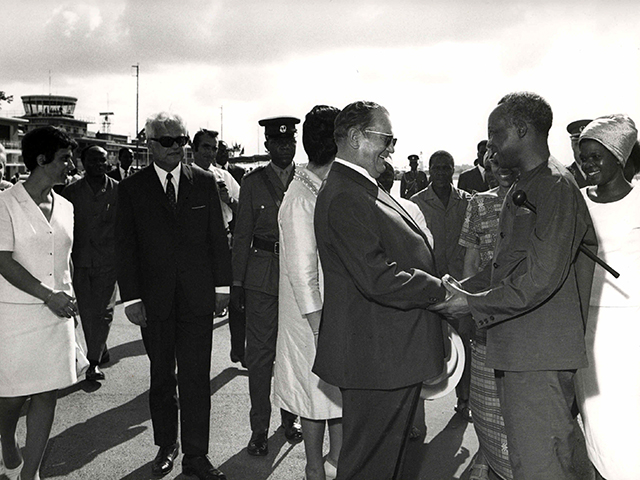
O presidente Josip Broz Tito no final de sua visita à Tanzânia em 1970.
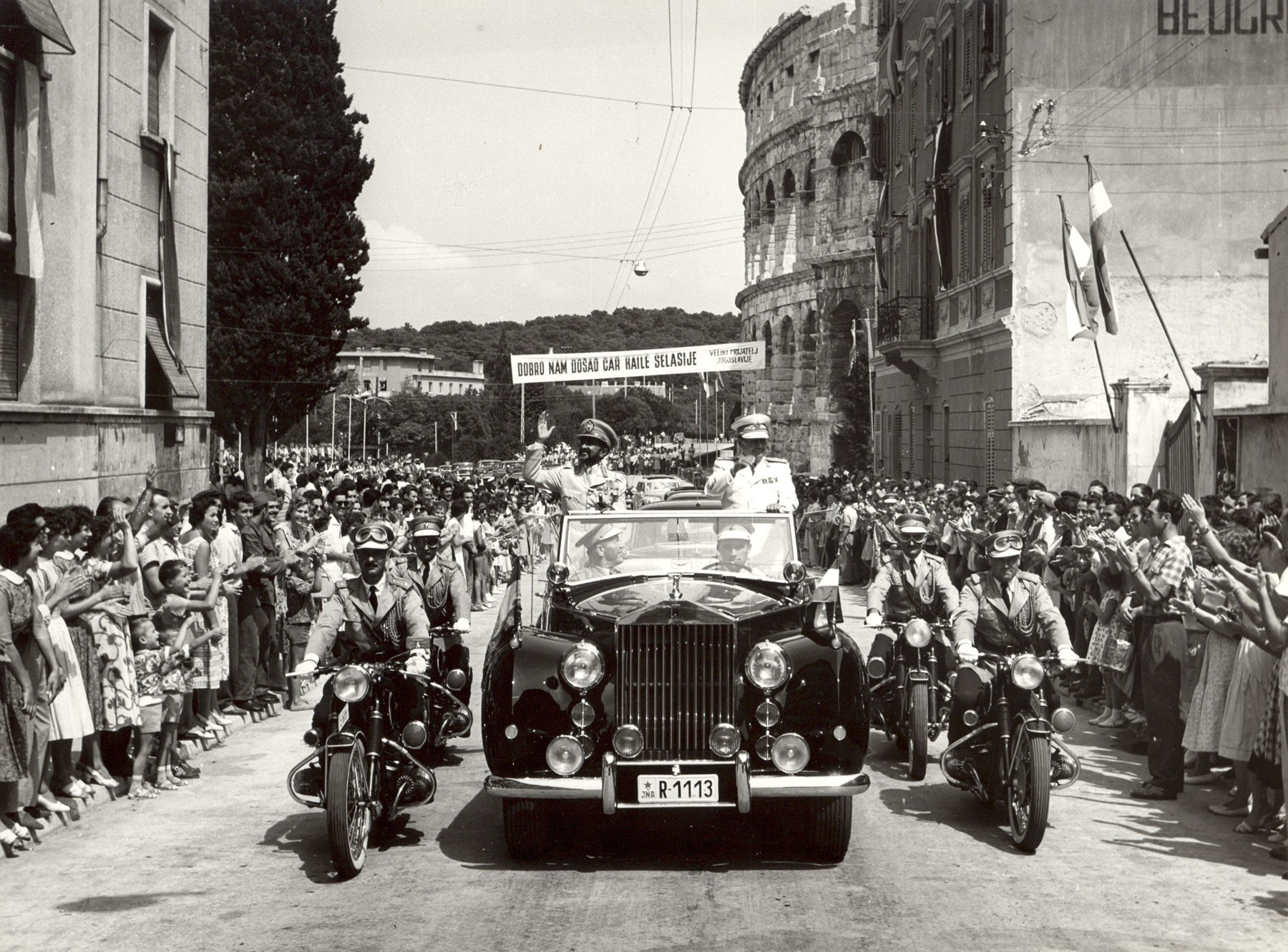
Presidente Tito e Imperador Haile Selassie em Pula, República Socialista da Croácia .
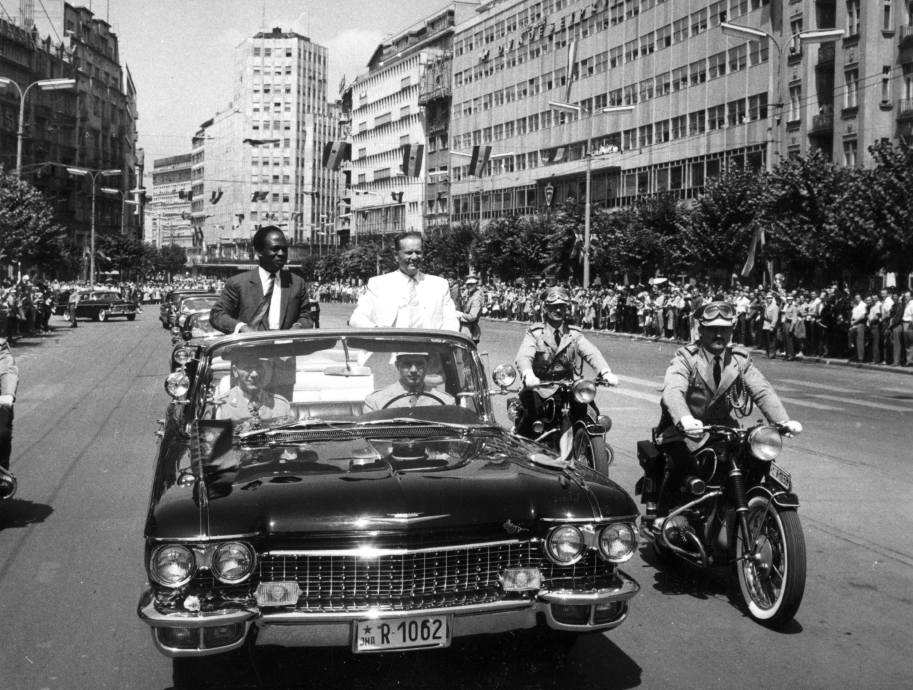
O presidente de Gana, Kwame Nkrumah, e o presidente Tito em Belgrado, República Socialista da Sérvia.
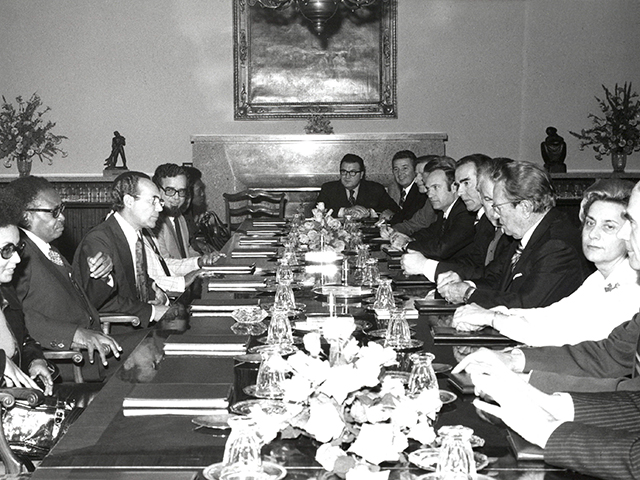
Conversações oficiais Angola-Iugoslávia sobre as ilhas Brijuni (1977).
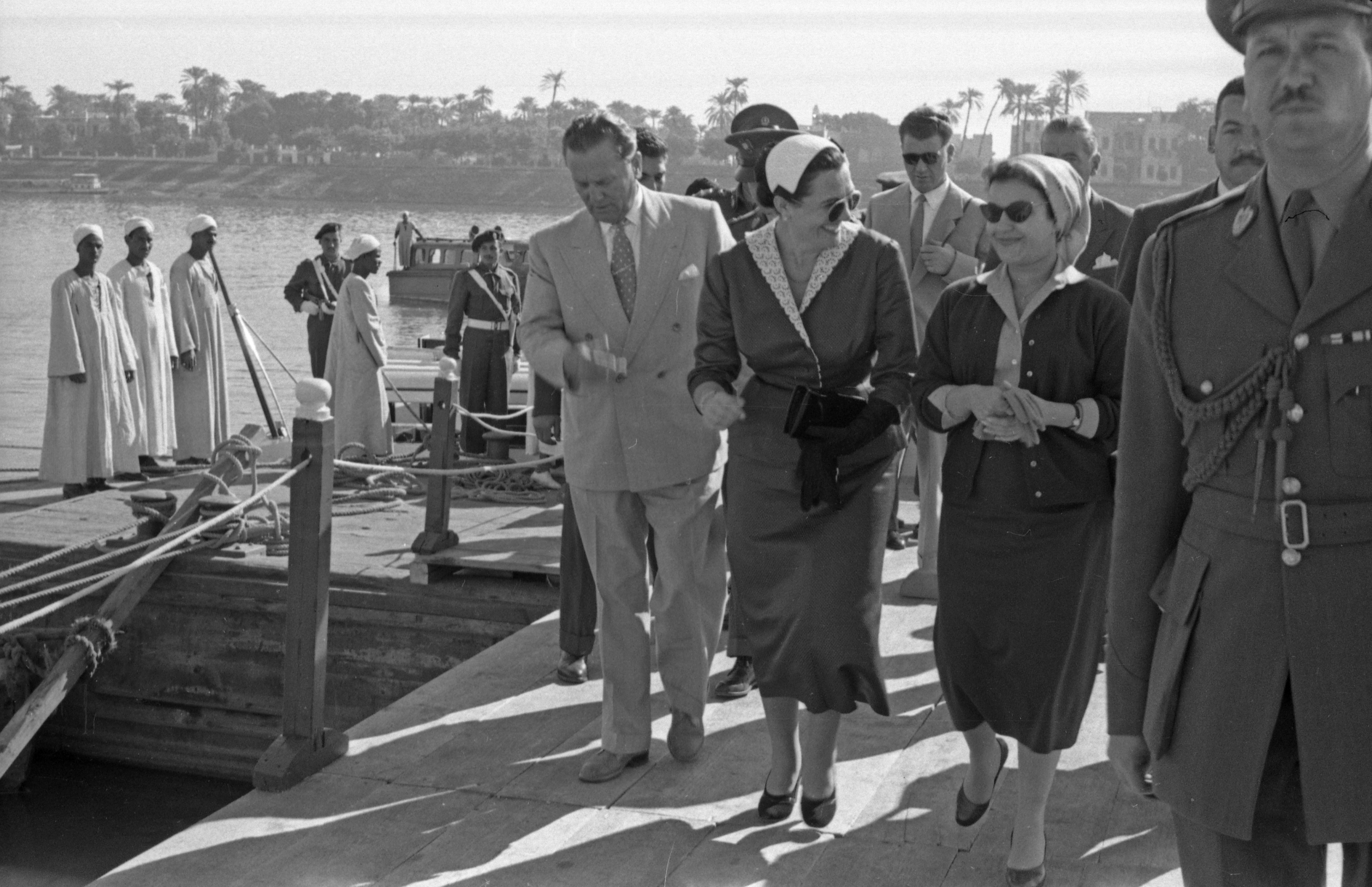
Jovanka Broz e a Sra. el-Shafei junto com Josip Broz Tito e Hussein el-Shafei em Luxor.

## Relações exteriores da Iugoslávia com Estados africanos
| País                           | Independência                                   | Início                                                               | Notas                                                                                 |
| ------------------------------ | ----------------------------------------------- | -------------------------------------------------------------------- | ------------------------------------------------------------------------------------- |
| Argélia                        | 5 de julho de 1962                              | 2 de julho de 1962                                                   | Ver artigo principal: Relações entre Argélia e Iugoslávia                             |
| Angola                         | 11 de novembro de 1975                          | 1975                                                                 | Ver artigo principal: Relações entre Angola e Iugoslávia                              |
| Benim                          | 1 de agosto de 1960                             | 1962                                                                 |                                                                                       |
| Botsuana                       | 30 de setembro de 1966                          | 1970                                                                 |                                                                                       |
| Burkina Faso                   | 5 de agosto de 1960                             | 1968                                                                 |                                                                                       |
| Burundi                        | 1 de juhlo de 1962                              | 1962                                                                 | Ver artigo principal: Relações entre Burundi e Iugoslávia                             |
| Camarões                       | 1 de janeiro de 1960                            | 1960                                                                 |                                                                                       |
| Cabo Verde                     | 5 de julho de 1975                              | 1975                                                                 | Ver artigo principal: Relações entre Cabo Verde e Iugoslávia                          |
| República Centro-Africana      | 13 de agosto de 1960                            | 1960                                                                 |                                                                                       |
| Chade                          | 11 de agosto de 1960                            | 1966                                                                 |                                                                                       |
| República Democrática do Congo | 30 de junho de 1960                             | 1961                                                                 | Ver artigo principal: Relações entre República Democrática do Congo e Iugoslávia      |
| República do Congo             | 15 de agosto de 1960                            | 1964                                                                 | Ver artigo principal: Relações entre República do Congo e Iugoslávia                  |
| Djibuti                        | 27 de junho de 1977                             | 1978                                                                 |                                                                                       |
| Egito                          | 28 de fevereiro de 1922                         | 1 de fevereiro de 1908 (continuação das relações do Reino da Sérvia) | Ver artigo principal: Relações entre Egito e Iugoslávia                               |
| Guiné Equatorial               | 12 de outubro de 1968                           | 1970                                                                 |                                                                                       |
| Etiópia                        | Nunca colonizado (ocupação italiana temporária) | 1952                                                                 | Ver artigo principal: Relações entre Etiópia e Iugoslávia                             |
| Gabão                          | 17 de agosto de 1960                            | 1960                                                                 | Ver artigo principal: Relações entre Gabão e Iugoslávia                               |
| Gâmbia                         | 18 de fevereiro de 1965                         | 1965                                                                 |                                                                                       |
| Gana                           | 6 de março de 1957                              | 1959                                                                 | Ver artigo principal: Relações entre Gana e Iugoslávia                                |
| Guiné                          | 2 de outubro de 1958                            | 1958                                                                 |                                                                                       |
| Guiné-Bissau                   | 10 de setembro de 1974                          | 1975                                                                 |                                                                                       |
| Costa do Marfim                | 7 de agosto de 1960                             | 1968                                                                 |                                                                                       |
| Quênia                         | 12/20 de dezembro de 1963                       | 1963                                                                 |                                                                                       |
| Lesoto                         | 4 de outubro de 1966                            | 1972                                                                 |                                                                                       |
| Libéria                        | 26 de julho de 1847                             | 1959                                                                 |                                                                                       |
| Líbia                          | 24 de dezembro de 1951                          | 1955                                                                 | Ver artigo principal: Relações entre Líbia e Iugoslávia                               |
| Madagascar                     | 26 de junho de 1960                             | 1960                                                                 |                                                                                       |
| Mali                           | 22 de setembro de 1960                          | 1961                                                                 |                                                                                       |
| Mauritânia                     | 28 de novembro de 1960                          | 1961                                                                 |                                                                                       |
| Marrocos                       | 2 de março de 1956                              | 2 de março de 1957                                                   | Ver artigo principal: Relações entre Marrocos e Iugoslávia                            |
| Maurícia                       | 12 de março de 1968                             | 1969                                                                 |                                                                                       |
| Moçambique                     | 25 de junho de 1975                             | 1975                                                                 |                                                                                       |
| Namíbia                        | 21 de março de 1990                             | 1990                                                                 |                                                                                       |
| Nigéria                        | 1 de outubro de 1960                            | 1960                                                                 | Ver artigo principal: Relações entre Nigéria e Iugoslávia                             |
| Ruanda                         | 1 de julho de 1962                              | 1971                                                                 |                                                                                       |
| Saara Ocidental                |                                                 | 28 de novembro de 1984                                               | Ver artigo principal: Relações entre República Árabe Saaraui Democrática e Iugoslávia |
| São Tomé e Príncipe            | 12 de juhlo de 1975                             | 1977                                                                 |                                                                                       |
| Seychelles                     | 29 de junho de 1976                             | 1977                                                                 | Ver artigo principal: Relações entre Seychelles e Iugoslávia                          |
| Senegal                        | 20 de agosto de 1960                            | 1961                                                                 |                                                                                       |
| Serra Leoa                     | 27 de abril de 1961                             | 1961                                                                 | Ver artigo principal: Relações entre Serra Leoa e Iugoslávia                          |
| Somália                        | 1 de julho de 1960                              | 1960                                                                 |                                                                                       |
| Sudão                          | 1 de janeiro de 1956                            | 1956                                                                 | Ver artigo principal: Relações entre Sudão e Iugoslávia                               |
| Suazilândia                    | 6 de setembro de 1968                           | 1968                                                                 |                                                                                       |
| Tanzânia                       | 1961, 26 de abril de 1964 (unificação)          | 1961                                                                 | Ver artigo principal: Relações entre Tanzânia e Iugoslávia                            |
| Togo                           | 27 de abril de 1960                             | 1960                                                                 |                                                                                       |
| Tunísia                        | 20 de março de 1956                             | 1957                                                                 | Ver artigo principal: Relações entre Tunísia e Iugoslávia                             |
| Uganda                         | 9 de outubro de 1962                            | 1963                                                                 | Ver artigo principal: Relações entre Uganda e Iugoslávia                              |
| Zâmbia                         | 24 de outubro de 1964                           | 1964                                                                 | Ver artigo principal: Relações entre Zâmbia e Iugoslávia                              |
| Zimbabwe                       | 18 de abril de 1980                             | 1980                                                                 | Ver artigo principal: Relações entre Zimbabwe e Iugoslávia                            |